# Bircenna
Bircenna (grec antic: Βιρκέννα, Birkenna) fou una princesa il·líria, filla del rei Bardil·lis II. Fou una de les mullers del rei Pirros I de l'Epir, que de jove havia viscut a la cort d'Il·líria. Junts tingueren un fill, Hèlenos. El motiu original del matrimoni havia estat reforçar el poder de Pirros al sud d'Il·líria, car estava aliat amb Bardil·lis, però sembla que acabaren tenint una relació estreta, atès que una altra dona de Pirros, Lanassa, el deixà planyent-se que tractava millor les seves mullers «bàrbares».